# Чаниев, Иса Асхабович
Иса Асхабович Чаниев (род. 2 ноября 1992 в Яндаре, Ингушетия, Россия) — российский боксёр-профессионал ингушского происхождения, выступающий в лёгкой весовой категории. Бывший претендент на титул чемпиона мира по версии IBF.

## Профессиональная карьера
Иса Чаниев впервые вышел на профессиональный ринг в 2015 году. 15 декабря 2016 года он одержал победу над филиппинцем Римаром Метудой и завоевал титул чемпиона мира среди молодежи по версии IBF.
25 мая 2017 года в столице Латвии Риге провел бой за вакантный пояс интерконтинентального чемпиона мира по версии IBF с другим российским боксером — Федором Папазовым по прозвищу Нокаутер. Чаниев в поединке выглядел более достойно, чем его соперник, но победу решением судей была присуждена Папазову. Команда Чаниева опротестовала судейский вердикт, и титул IBF остался вакантным.
26 августа 2017 года Иса Чаниев победил бельгийского боксера Жан-Пьера Баувенса и завоевал вакантный пояс интерконтинентального чемпиона мира по версии IBF (IBF Inter—Continental). По итогам 12 раундов единогласным решением судей победа была присуждена Чаниеву.
9 декабря 2017 года он техническим нокаутом в 6-м раунде победил филиппинца Хуана Мартина Элорде и завоевал титул WBO International и защитил IBF Intercontinental.
12 мая 2018 года он единогласным решением судей победил бывшего обладателя титула WBA Исмаэля Барросо из Венесуэлы и защитил титулы IBF Intercontinental и WBO International.

### Чемпионский бой сРичардом Комми
2 февраля 2019 года встретился ганцем Ричардом Комми в поединке за вакантный титул чемпиона мира в лёгком весе по версии IBF. Чаниев проиграл техническим нокаутом во втором раунде.

## Статистика профессиональных боёв
В таблице перечислены результаты всех поединков боксёров.
В каждой строке указан результат поединка. Дополнительно номер поединка обозначен цветом, который обозначает итог поединка. Расшифровка обозначений и цветов представлена в нижеследующей таблице.
| Пример | Расшифровка                     |
| ------ | ------------------------------- |
|        | Победа                          |
|        | Ничья                           |
|        | Поражение                       |
|        | Планируемый поединок            |
|        | Поединок признан несостоявшимся |
| КО     | Нокаут                          |
| ТКО    | Технический нокаут              |
| PTS    | Решение судей (по очкам)        |
| UD     | Единогласное решение судей      |
| MD     | Решение большинства судей       |
| SD     | Раздельное решение судей        |
| RTD    | Отказ от продолжения боя        |
| DQ     | Дисквалификация                 |
| NC     | Поединок признан несостоявшимся |

| 22 поединка, 15 побед (7 нокаутом), 6 поражений, 1 ничья. | 22 поединка, 15 побед (7 нокаутом), 6 поражений, 1 ничья. | 22 поединка, 15 побед (7 нокаутом), 6 поражений, 1 ничья. | 22 поединка, 15 побед (7 нокаутом), 6 поражений, 1 ничья. | 22 поединка, 15 побед (7 нокаутом), 6 поражений, 1 ничья. | 22 поединка, 15 побед (7 нокаутом), 6 поражений, 1 ничья. |
| Рекорд                                                    | Дата                                                      | Соперник                                                  | Место проведения                                          | Результат                                                 | Примечание |
| --------------------------------------------------------- | --------------------------------------------------------- | --------------------------------------------------------- | --------------------------------------------------------- | --------------------------------------------------------- | --- |
| 15-6-1                                                    | 10 февраля 2024                                           | Вильдан Минасов (12-1)                                    | Екатеринбург, Россия                                      | RTD 6 (8)                                                 | Счет: 54-59, 55-58, 54-59. |
| 15-5-1                                                    | 8 сентября 2023                                           | Иван Козловский (8-0)                                     | Челябинск, Россия                                         | MD 10                                                     | Счет: 95-95, 92-98, 93-97. |
| 15-4-1                                                    | 6 августа 2022                                            | Вячеслав Гусев (25-8)                                     | Екатеринбург, Россия                                      | SD 8                                                      | Счет: 76-76, 77-75, 75-77. |
| 15-4                                                      | 18 декабря 2021                                           | Денис Беринчик (15-0)                                     | Бровары, Украина                                          | UD 12                                                     | Бой за титул чемпиона по версии WBO International в лёгком весе. |
| 15-3                                                      | 10 июля 2021                                              | Нуртас Ажбенов (11-0)                                     | Алма-Ата, Казахстан                                       | KO 3 (10)                                                 | |
| 14-3                                                      | 23 июля 2020                                              | Владислав Мельник (11-1)                                  | Минск, Белоруссия                                         | UD 10 (10)                                                | Счет: 98-93, 98-94, 99-92. |
| 13-3                                                      | 12 октября 2019                                           | Павел Маликов (15-1-1)                                    | Рига, Латвия                                              | MD 12                                                     | Бой за титул EBP в лёгком весе. |
| 13-2                                                      | 2 февраля 2019                                            | Ричард Комми (27-2)                                       | Фриско, Техас, США                                        | TKO 2 (12)                                                | Бой за вакантный титул чемпиона мира по версии IBF в лёгком весе. |
| 13-1                                                      | 12 мая 2018                                               | Исмаэль Барросо (20-1-2)                                  | Рига, Латвия                                              | UD 12                                                     | Бой за титул IBF Inter-Continental (2-я защита Чаниева) и за титул WBO International (1-я защита Чаниева) в лёгком весе. Чаниев и Барросо в нокдауне в 3 раунде. Счет: 116-109, 117-109, 115-112.                               |
| 12-1                                                      | 9 декабря 2017                                            | Хуан Мартин Элорде (23-1-1)                               | Назрань, Россия                                           | TKO 6 (12)                                                | Бой за титул IBF Inter-Continental (1-я защита Чаниева) и за вакантный титул WBO International в лёгком весе. |
| 11-1                                                      | 26 августа 2017                                           | Жан-Пьер Баувенс (42-3)                                   | Вильнюс, Литва                                            | UD 12                                                     | Бой за вакантный титул IBF Inter-Continental в лёгком весе. Счет: 119-108, 120-108, 119-108. |
| 10-1                                                      | 25 мая 2017                                               | Фёдор Папазов (19-2)                                      | Рига, Латвия                                              | UD 12                                                     | Бой за вакантный титул IBF Inter-Continental и титул IBO Inter-Continental (2-я защита Папазова) в легком весе. Счёт: 113-116, 113-115, 114-115. Команда Чаниева опротестовала судейский вердикт и титул IBF остался вакантным. |
| 10-0                                                      | 16 декабря 2016                                           | Римар Метуда (10-1)                                       | Санкт-Петербург, Россия                                   | UD 10                                                     | Бой за титул чемпиона мира по версии IBF среди молодежи во втором полулегком весе. Счет: 98-92, 99-91, 97-93. |
| 9-0                                                       | 16 ноября 2016                                            | Илья Реутский (9-11-1)                                    | Санкт-Петербург, Россия                                   | UD 10                                                     | Счёт: 99-92, 100-91, 100-90. |
| 8-0                                                       | 23 сентября 2016                                          | Шерзодбек Мамаджонов (9-16-1)                             | Краснодар, Россия                                         | TKO 3 (10)                                                | |
| 7-0                                                       | 26 августа 2016                                           | Андрей Судас (7-10-1)                                     | Москва, Россия                                            | TKO 2 (10)                                                | |
| 6-0                                                       | 22 апреля 2016                                            | Александр Салтыков (10-31-3)                              | Тампере, Финляндия                                        | RTD 5 (8)                                                 | |
| 5-0                                                       | 26 февраля 2016                                           | Фирдавс Азимджонов (1-2)                                  | Санкт-Петербург, Россия                                   | TKO 2 (8)                                                 | |
| 4-0                                                       | 5 декабря 2015                                            | Аркадий Арутюнян (3-2)                                    | Пятигорск, Россия                                         | UD 8                                                      | Счёт: 80-73, 79-74, 80-73. |
| 3-0                                                       | 27 июня 2015                                              | Баским Якупи (0-3)                                        | Новороссийск, Россия                                      | KO 1 (6)                                                  | |
| 2-0                                                       | 25 апреля 2015                                            | Рустем Абдинанов (1-3-2)                                  | Новороссийск, Россия                                      | UD 4                                                      | Счёт: 40-34, 40-35, 40-35. |
| 1-0                                                       | 31 января 2015                                            | Александр Андрущенко (0-1)                                | Краснодар, Россия                                         | UD 4                                                      | Счёт: 40-36, 39-38, 40-36. |

## Титулы
- 2017 — 2019 —  Интернациональный чемпион по версии WBO в лёгком весе (до 61,2 кг)
- 2017 — 2019 —  Интерконтинентальный чемпион по версии IBF в лёгком весе (до 61,2 кг)
- 2016 —  Чемпион мира по версии IBF среди молодёжи во 2-м полулёгком весе (до 58,9 кг)